# Live in Decay
Live in Decay – debiutanckie demo deathmetalowej grupy muzycznej Vader. Nagrania ukazały się  1988 roku na kasecie wydanej przez sam zespół.
Utwory ze strony Live zostały zarejestrowane podczas koncertu w sali im. prof. M. Gotowca w Akademii Rolniczo-Technicznej (w latach późniejszych Uniwersytet Warmińsko-Mazurski) na Kortowie w Olsztynie, który odbył się 12 grudnia 1986. Dwa utwory ze strony Decay zostały zarejestrowane podczas próby w wersjach instrumentalnych. Późniejsze wersje kasety zawierają także 3 utwór, nagrany w Studio Polskiego Radia w Olsztynie.
Jest to jedyne wydawnictwo grupy Vader niezawierające partii wokalnych w wykonaniu Piotra Wiwczarka (ówcześnie vel Behemotha). Utwór „Tyrants of Hell (Tyrani Piekieł)” został wydany 20 lat później na kompilacji XXV (2008).

## Lista utworów
Opracowano na podstawie materiału źródłowego.
| Nr | Tytuł utworu                          | Długość |
| -- | ------------------------------------- | ------- |
| 1. | „Intro”                               | 00:51   |
| 2. | „Satans Wrath (Gniew Szatana)”        | 04:52   |
| 3. | „Till Your Death! (Giń Psie!)”        | 02:51   |
| 4. | „Deathlike Carrion (Trupi Jad)”       | 06:32   |
| 5. | „Tyrants of Hell (Tyrani Piekieł)”    | 04:42   |
| 6. | „Deathlike Carrion (rehearsal track)” | 06:50   |
| 7. | „Satans Wrath (rehearsal track)”      | 04:28   |
| 8. | „Tyrants of Hell (studio track)”      | 04:02   |
|    |                                       | 35:08   |

## Twórcy
Opracowano na podstawie materiału źródłowego.
| Zespół Vader w składzie - Piotr "Behemoth" Wiwczarek – gitara elektryczna - Robert "Czarny" Czarneta – śpiew - Robert "Astaroth" Struczewski – gitara basowa - Grzegorz "Belial" Jackowski – perkusja |  | Produkcja - Barbara Skrobutan – zdjęcie zespołu - Krzysztof Wojt – inżynieria dźwięku - K. Śliwa – inżynieria dźwięku - Władysław Iljaszewicz – inżynieria dźwięku |

## Wydania
| Rok  | Nr katalogowy | Format      | Wydawca                   | Region       | Źródło |
| ---- | ------------- | ----------- | ------------------------- | ------------ | ------ |
| 1988 | brak          | MC          | wydanie własne            | Polska       | [ 3 ]  |
| 2015 | EVIL 057      | CD          | Witching Hour Productions | Polska/Świat | [ 4 ]  |
| 2015 | EVIL 057      | CD DIGI     | Witching Hour Productions | Polska/Świat | [ 5 ]  |
| 2015 | EVIL 051      | LP DH Black | Witching Hour Productions | Polska/Świat | [ 6 ]  |
| 2015 | EVIL 051      | LP White    | Witching Hour Productions | Polska/Świat | [ 7 ]  |
| 2015 | EVIL 006      | MC          | Witching Hour Productions | Polska/Świat | [ 8 ]  |